# Szörcse
Szörcse (románul Surcea) falu Romániában Kovászna megyében.

## Fekvése
Szörcse falu a székelyföldi Mezőföldön, Tamásfalva (Székelytamásfalva) és Orbaitelek között helyezkedik el.
Kézdivásárhelytől 16 km-re délnyugatra a Feketeügy bal partján fekszik. Zabola községhez tartozik.

## Története
A falu valószínűleg már Szent István korában létezett. 1567-ben Zeoche néven említik. Régi református fatemploma 1634-ben már állott, ezt 1833-ban lebontották, helyére építették 1840-ben a mai református templomot.
1910-ben 623 lakosából 1 kivételével mind magyarok. A trianoni békeszerződésig Háromszék vármegye Orbai járásához tartozott. 1992-ben 624 lakosából 617 magyar, 5 román, 1 német volt.

## Hivatkozások

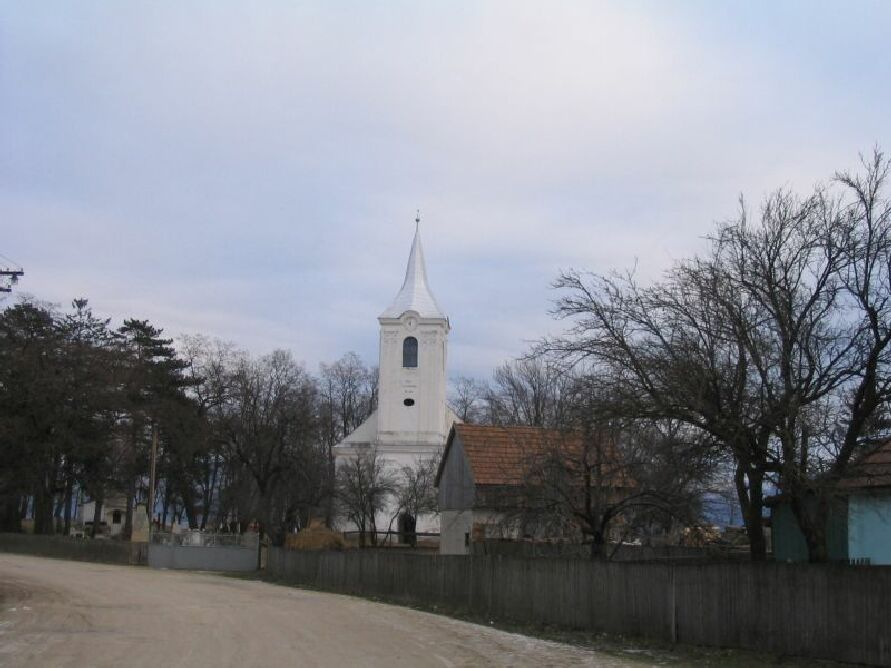
Református templom